# Norbert Mnich

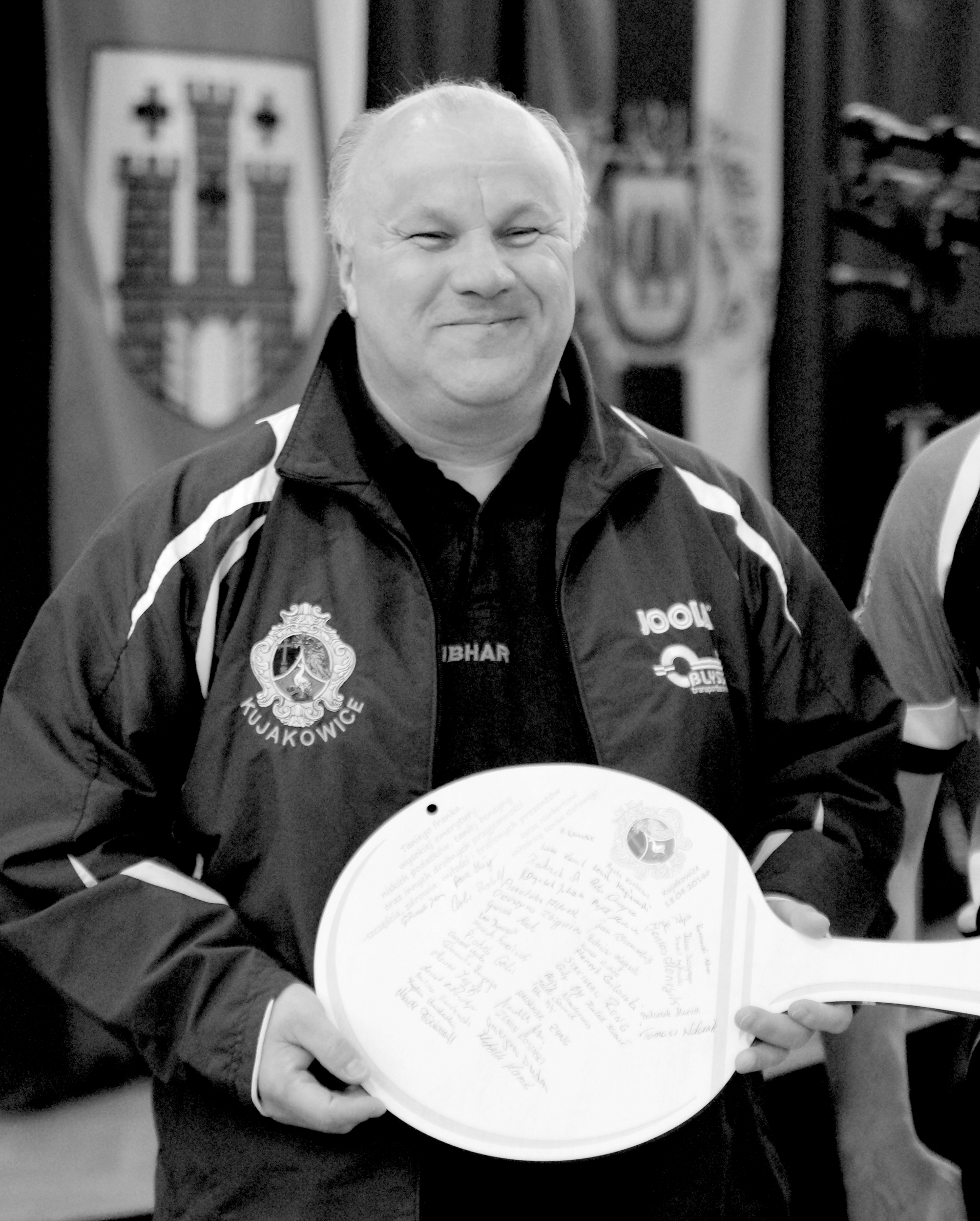
Norbert Mnich (April 2016)

Norbert Mnich (* 18. April 1966; † 30. September 2016 in Kluczbork (Polen)) ist ein ehemaliger polnischer Tischtennis-Nationalspieler. Bei der Weltmeisterschaft 1985 und bei der Europameisterschaft 1986 wurde er Dritter im Mannschaftswettbewerb.

## Werdegang
Norbert Mnich wurde mit dem Verein AZS Gliwice sechsmal polnischer Mannschaftsmeister. Er wurde für die Weltmeisterschaften  1985 und 1987 nominiert. Dabei gewann er 1985 mit der polnischen Mannschaft Bronze, 1987 kam er mit dem Team auf Platz fünf. Auch bei der Europameisterschaft 1986 war er am Bronzegewinn der Mannschaft beteiligt.
1992 wechselte Norbert Mnich vom polnischen Verein AZS Gliwice nach Deutschland zum Regionalligisten GTV Hohenacker. Seitdem trat er bei mehreren deutschen Vereinen an:
- 1993: Würzburger Kickers[5]
- 1996: TTK Würzburger Hofbräu (Aufstieg in 1. Bundesliga)[6]
- 1999: FC Neureut (ab 2000 TTC Karlsruhe-Neureut)[7], 2002 Aufstieg in 1. Bundesliga[8]
- 2002 bis 2008: ESV Weil
- 2008: TTC Kist-Würzburg
- 2009: SV Weißblau-Allianz München
- 2010: TTF-TuS Pfarrkirchen (Oberliga)[3]
- 2016: LZS Blyss Kujakowice[2]

Am 30. September 2016 brach Norbert Mnich während eines Mannschaftskampfes in Kujakowice, einem Stadtteil der polnischen Stadt Kluczbork, zusammen und verstarb.

## Privat
Norbert Mnich studierte vor seiner Profi-Karriere in Deutschland in Polen Maschinenbau und besitzt die deutsche Staatsangehörigkeit.

## Turnierergebnisse
| Verband | Veranstaltung     | Jahr | Ort       | Land | Einzel    | Doppel    | Mixed      | Team |
| ------- | ----------------- | ---- | --------- | ---- | --------- | --------- | ---------- | ---- |
| POL     | Weltmeisterschaft | 1987 | New Delhi | IND  | letzte 64 | letzte 64 | letzte 128 | 5    |
| POL     | Weltmeisterschaft | 1985 | Göteborg  | SWE  | Qual      | Qual      | Qual       | 3    |